# Radoslav Svoboda
Radoslav Svoboda (* 18. prosince 1957 Brno, Československo) je český hokejový trenér a bývalý československý hokejový obránce, mistr světa z roku 1985. Jeho synem je bývalý hokejista a současný mládežnický trenér Petr Svoboda.

## Hráčská kariéra
Brněnský odchovanec spojil rozhodující část své aktivní kariéry s vojenským klubem Dukly Jihlavy, s nímž získal čtyři mistrovské tituly. Působil také v reprezentaci, ze světových šampionátů si přivezl tři medaile, z toho v roce 1985 zlatou. Startoval i na Zimních olympijských hrách 1984, kde národní tým vybojoval stříbrné medaile.
Po dosažení věkové hranice 30 let a úspěšné reprezentaci mu komunistický režim dovolil jako vyzkoušet si zahraniční soutěž – v jeho případě nejvyšší dánskou hokejovou ligu. S týmem Esbjerg IK se mu podařilo získat hned v první sezóně mistrovský titul, následující sezónu přidal vítězství v hokejovém poháru. Kariéru zakončil v nižších rakouských soutěžích.
Za československou reprezentaci odehrál 107 zápasů, ve kterých vstřelil 9 gólů.

## Statistiky reprezentace
| Turnaj             | Místo konání                                     | Z  | G | A | B | Umístění            | Soupisky          |
| ------------------ | ------------------------------------------------ | -- | - | - | - | ------------------- | ----------------- |
| KP 1981            | Severní Amerika                                  | 5  | 0 | 3 | 3 | prohra v semifinále | Soupiska KP 1981  |
| MS 1982            | Finsko (Tampere a Helsinky)                      | 9  | 1 | 1 | 2 | Stříbrná medaile    | Soupiska MS 1982  |
| MS 1983            | Západní Německo (Mnichov, Dortmund a Düsseldorf) | 9  | 1 | 2 | 3 | Stříbrná medaile    | Soupiska MS 1983  |
| ZOH 1984           | Jugoslávie (Sarajevo)                            | 7  | 3 | 2 | 5 | Stříbrná medaile    | Soupiska ZOH 1984 |
| KP 1984            | Severní Amerika                                  | 2  | 0 | 0 | 0 | 5. místo v ZČ       | Soupiska KP 1984  |
| MS 1985            | Československo (Praha)                           | 4  | 0 | 1 | 1 | Zlatá medaile       | Soupiska MS 1985  |
| Celkem na MS (3x)  |                                                  | 22 | 2 | 4 | 6 |                     |                   |
| Celkem na ZOH (1x) |                                                  | 7  | 3 | 2 | 5 |                     |                   |

## Trenérská kariéra
Trenérskou kariéru zahájil v sezóně 1999–2000 u týmu Dukly Jihlava jako asistent trenéra. Na postu asistenta hlavního trenéra vydržel další dvě sezóny. V roce 2002–2003 trénoval Radoslav Svoboda již jako hlavní trenér v druholigovém Žďáru nad Sázavou, postupně vystřídal týmy HC Hradec Králové, HC Kometa Brno (zde jako asistent trenéra), HHK Velké Meziříčí (s týmem postoupil z krajského přeboru do druhé národní ligy), HC Přerov, HC Rebel Havlíčkův Brod (asistent), HC Vrchlabí a naposledy v sezóně 2010–11 byl na střídačce klubu HC Sršni Kutná Hora.

## Ocenění
- Nejlepší obránce dánské hokejové ligy v sezóně 1987/1988
- V roce 2019 byl uveden do Síně slávy českého hokeje.